# 奥什利亚克岛
奥什利亚克岛，克罗地亚亚得里亚海部分的一个岛屿，总面积0.3平方（74英畝），位于達爾馬提亞海岸对岸、扎達爾和烏格連島之间。根据2011年人口普查，该岛唯一一个有人居住的村庄位于西边的海岸，面向烏格連島的佩勒科和卡利之间的城镇，居民29人。最高点为拉扎雷托山（Lazaret），海拔90（300英尺）奥什利亚克岛旧称卡卢杰拉岛（義大利語：Calugerà），以该岛昔日的主人、在岛上修建避暑庄园和花园的著名家族卡卢杰拉家族的名字命名。